# Maciej Rataj
Maciej Rataj (19. února 1884, Chłopy, Rakousko-Uhersko – 21. června 1940, Palmiry, Generální gouvernement) byl polský politik, spisovatel a prozatímní prezident.

## Životopis

### Mládí
Maciej Rataj se narodil blízko Lvova. Navštěvoval tamní gymnázium a později studoval na univerzitě lingvistiku. Po dokončení studií se stal gymnaziálním profesorem nejprve ve Lvově, později v Zamośći.

### Politika
Do politiky vstoupil Rataj po konci první světové války. Stal se členem polských stran „Piast” a Wyzwolenie. V letech 1920–1921 byl ministrem náboženství a veřejného vzdělávání a v roce 1921 také úřadujícím ministrem kultury a umění v první vládě Wincentyho Witose. Když byl v prosinci roku 1922 zavražděn polský prezident Gabriel Narutowicz, stal se Rataj jeho dočasným nástupcem. Roku 1926 se jím stal opět po odstoupení Stanisława Wojciechowského během Květnového převratu.
V letech 1922–1928 byl Rataj maršálkem Sejmu. Roku 1935 se stal předsedou lidové strany.
V roce 1940 byl Rataj zatčen gestapem a 21. června popraven v Palmirách během německé AB-Akce.